# La Fabrique du droit : une ethnographie du Conseil d'État
 (avril 2021).

La Fabrique du droit : une ethnographie du Conseil d'État est un ouvrage du sociologue français Bruno Latour, paru en octobre 2002 aux éditions La Découverte, et portant sur le Conseil d'État. 

## Contenu

### Résumé
L'auteur propose une étude empirique de la fabrique quotidienne du droit au sein de l'institution suprême de la juridiction administrative française, à savoir le Conseil d’État. L'auteur retient une méthode ethnographique et porte une attention particulière aux « inscriptions », à la fabrication et à la manipulation des dossiers. 
Le sociologie s'efforce de rendre compte de l'écologie du Conseil d’État, qui est divisé en deux parties : d'un côté, le Contentieux, et de l'autre, les Sections administratives. La première juge l’État, les deuxièmes le conseillent, notamment « sur tous les projets de loi » et la rédaction des décrets « dont beaucoup doivent être approuvés par le Conseil ». 
Il suit également les interactions entre les acteurs mobilisés dans ce terrain de recherche, et s'intéresse à la spécificité du corps des membres du Conseil d'État. Malgré la diversité des entités étudiés, des difficultés posés par le prononcé d'un bon jugement et l'accès difficile au droit administratif français, Bruno Latour parvient à rendre compte de la technicité de ces différents dispositifs tout en recourant à des concepts déjà élaborés dans son « anthropologie symétrique » et à partir de l'approche de la théorie de l'acteur-réseau.

### Contenu détaillé
- Avertissement : comment maintenir le secret de l'État

Le sociologue explique les conditions de ses observations au sein du Conseil, ainsi que son recours aux méthodes qualitatives de l'entretien. Il met en lumière sa méthode d'analyse du Conseil. Il écrit que, ne faisant pas partie de « ces écoles de sociologique critique qui ne se croient savantes qu'en pratiquant la dénonciation et qui ne se croient justes que lorsqu'elles laissent dans leur sillage des ruines fumantes et des secrets éventés », il n'hésitera pas, tout en critiquant les aspects critiquables, à faire l'apologie du Conseil lorsqu'il le croit juste.
Latour réfléchit à la notion de secret. La matière juridique n'entretient pas le même rapport avec le secret que les sciences dures : les scientifiques veulent tout élucider, et rendre connu leurs méthodes, alors que le fait de rendre justice est entouré d'un certain mystère qui, en quelque sorte, lui garantit un caractère mystique. 
- 1. Sous l'ombre de Bonaparte Installation du Conseil d'État au palais du Petit-Luxembourt

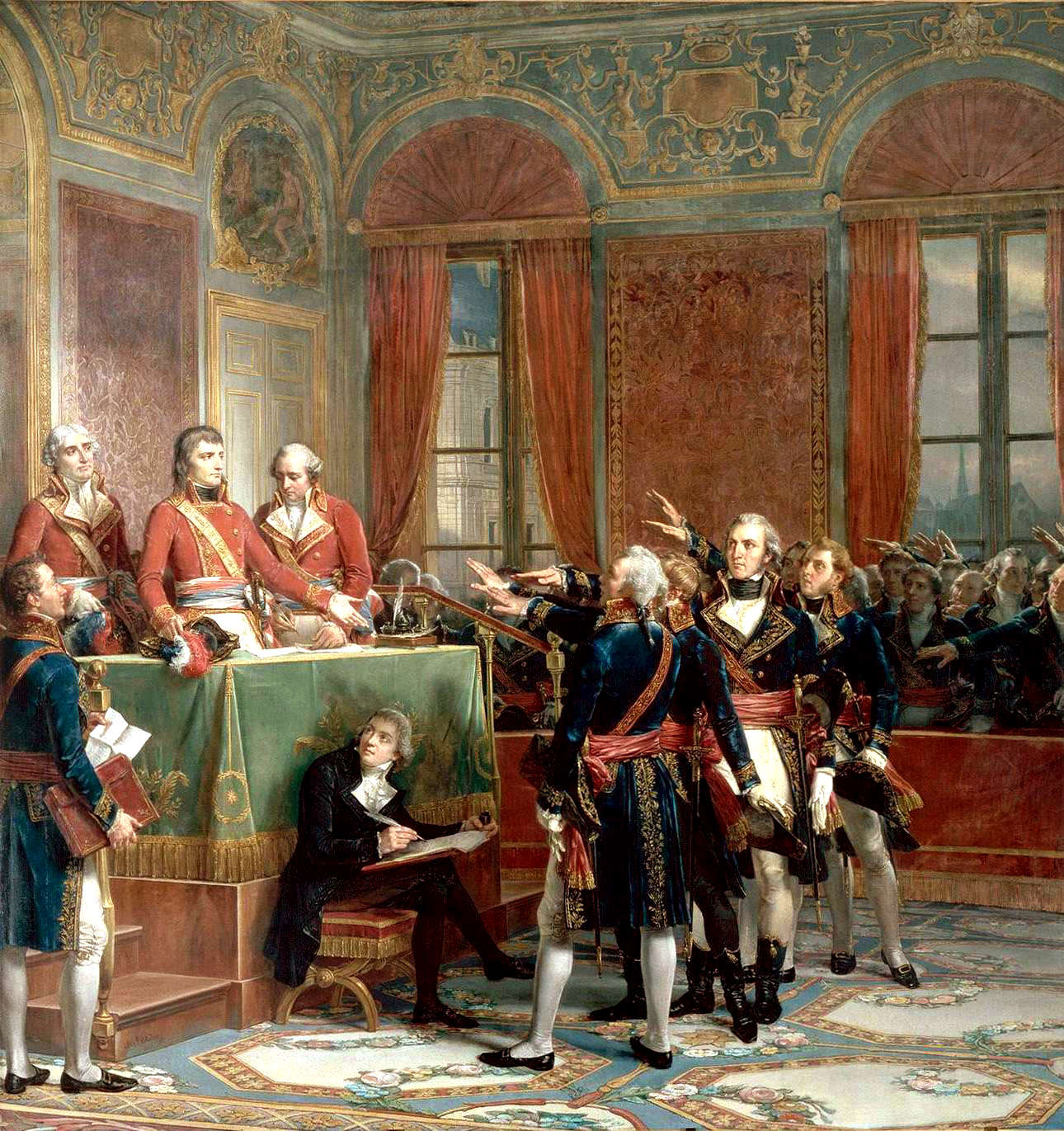
Installation du Conseil d'État au palais du Petit-Luxembourt

  - Deux emblèmes assez malencontreusement choisis

Le sociologue commence par étudier la signification symbolique de deux images liées au Conseil d’État et utilisées par son personnel. La première est une gravure d'Ernest Pignon-Ernest représentant une colonne de style néoclassique clôturant la cour de l'institution. La deuxième est une peinture d'Auguste Couder (Installation du Conseil d’État au palais du Petit-Luxembourg) montrant Napoléon inaugurant le Conseil. 
Il explique que la colonne soutenant l'institution, ainsi que Napoléon la créant, sont deux symboles de sa force et de sa solidité. Toutefois, seule la partie supérieure de la colonne est représentée, évacuant la question de la racine (la légitimité) du Conseil d’État ; aussi, Napoléon est aujourd'hui considéré, notamment à l'étranger, comme un dictateur, et non comme un fondateur d'institutions juridiques.
- Une modeste histoire de pigeons

Latour traite d'une affaire traitée par le Conseil d’État au sujet de l'indemnisation d'un citoyen dont le potager a été détruit par des pigeons de la ville. Il éclaire le rôle du commissaire du gouvernement, qui est « l’un des vingt membres du Conseil auxquels on a confié la tâche d’éclairer la formation de jugement sur qui, d’après lui, devrait le plus logiquement être conclu, en fonction de sa propre vision du droit administratif ». Il n'est ni un procureur, ni ne maîtrise la procédure d'instruction ; il ne plaide pas, mais présente un exposé. Les juges n'ont pas à le suivre, ni à publier ses recommandations.  
La procédure est quasi intégralement écrite. Les avocats parlent très rarement. Ils sont cependant nécessaires pour défendre les « requérants » (les plaignants, en droit administratif), car il faut une certaine technicité pour être défendu à partir du moment où l'on pourvoie en cassation. Le sociologue remarque une spécificité du droit administratif, qui est le recours constant à de la jurisprudence, c'est-à-dire à des précédentes décisions de justice qui guident la décision du juge. 
Le sociologue éclaire l'utilité du droit administratif, qui est de « protéger l’administré des excès de l’administration ». Il rappelle que la Constituante avait originellement interdit au judiciaire de juger les affaires liées à l'administration, de peur d'aboutir à un gouvernement des juges. Cela a conduit à la création d'une branche distincte du droit judiciaire. 
L'affaire dont Latour suit le jugement est une affaire typique de celles traitées par le Conseil : des pigeons occasionnent des nuisances, et un requérant fait un recours devant la juridiction administrative. En vertu de l'article L131-2 du Code général des collectivités territoriales, le maire doit « assurer le bon ordre, la sûreté, la sécurité et la salubrité publique », et doit prendre « le soin d'obvier ou de remédier aux évènements fâcheux qui pourraient être occasionnés par la divagation des animaux malfaisants et féroces ». 
- Un décret controversé

L'auteur assiste à une séance d'instruction, c'est-à-dire à un débat en salle d'instruction sur la voie à emprunter concernant une affaire rendue délicate par l'absence de la signature du Premier ministre sur un décret. L'avocat du requérant se base sur l'absence de cette signature. Le Secrétariat général du gouvernement assure disposer de la pièce signée, mais n'en envoie pas la preuve. La conversation inclut le président de la sous-section, son premier assesseur, le rapporteur et le commissaire du gouvernement, qui ont des positions opposées sur la démarche à suivre. La situation est d'autant plus difficile que le Conseil veut préserver ses liens de confiance avec le SGG, mais ne peut rendre le droit que sur des pièces solides ; cela illustre pour l'auteur les relations complexes entre l'administration et l'institution qui la contrôle.
Le débat est intéressant car il met en lumière trois vision différentes du rôle entre le Conseil et l'administration. Le jeune rapporteur Bruyère, sans expérience des cabinets ministériels, s’étonne que le cabinet manque d’habileté pour obtenir le respect nécessaire des formes ; le commissaire du gouvernement Perrouard « s’indigne de l’incapacité de l’administration, [...] parce qu'elle a rompu le lien indispensable entre le corps propre du ministre et la page sur laquelle est le décret inscrit » ; le président de sous-section Luchon, lui, « situe le problème ailleurs, dans l'archaïsme supposé des députés qui exigent toujours des signatures autographes là où la logique voudrait que l’on permette la machine à signer ».
- « Un arrêt du Tribunal des conflits suscite une vive controverse »

Le sociologue décrit la cafétéria du Conseil, qui a la particularité de ne pas disposer de chaises : on y mange debout, « en restant digne et Spartiate ». Un président de sous-section est révolté du fait d'une affaire récente, dont Le Monde s'est fait l'écho, et qui présente un rapporteur de la Cour de cassation remettre en cause le modèle de justice administrative française, la qualifiant de justice retenue du fait que le Tribunal des conflits est présidé par le ministre de la Justice.
Le Conseil rend des décisions qui ont un retentissement national. Le sociologue cite, en l'espace de quelques mois, un recours de Bernard Tapie contre le décret mettant fin à son mandat de parlementaire européen ; le rappel à l'ordre du Conseil à l'égard de l'administration au sujet d'un refus de droit d'asile à un Libérien ; une décision importante à l'égard du Groupe Lagardère au sujet des privatisations sous le gouvernement de Jacques Chirac. Une décision récente sur le refus d'indemniser la naissance d'un enfant né trisomique a également des enjeux éthiques importants et des répercussions économiques non négligeables.
Le Tribunal des conflits, explique le chercheur, est le tribunal qui gère les conflits d'attribution d'un contentieux à une juridiction. L'existence de deux juridictions en France (judiciaire et administrative) induit en effet parfois des conflits d'attribution. Cela arrive lorsque le juge judiciaire se saisit d'une affaire qui relève, selon le juge administratif ou le préfet, de l'ordre administratif (conflit positif) ; ou lorsqu'aucune juridiction ne reconnaît sa compétence pour juger l'affaire (conflit négatif). Afin de préserver un équilibre des juridictions, le TDC est constitué à égalité de membres du Conseil et de membres de la Cour de cassation. Pour les départager en cas d'égalité, c'est le garde des Sceaux qui tranche. 
Le sociologue remarque que la distinction entre juge judiciaire et juge administratif n'est pas imperméable. Une affaire devant relever du droit administratif est transférée au juge judiciaire lorsqu'est constatée une voie de fait, c'est-à-dire lorsqu'une affaire a pour sujet une mesure ou une action gravement illégale de l'administration, qui porte une atteinte grave à une liberté individuelle ou conduit à une extinction du droit de propriété. 
- La loi est flexible, mais c'est la loi

Latour se penche sur les Sections administratives du Conseil d’État. Elles ont pour mission de conseiller le gouvernement en donnant un avis (indicatif) sur les projets de lois, et de vérifier la légalité (avis impératif) des décrets. Dans cette section, le terme de « commissaire du gouvernement » désigne cette fois les envoyés du gouvernement, qui déposent les projets. Ils assistent ensuite à la séance de lecture où les conseillers d’État lisent ligne par ligne le projet et apportent des modifications. Ils peuvent se baser sur les commentaires du rapporteur, qui a rédigé son propre texte en se basant sur le texte du commissaire, dont il a pris connaissance bien à l'avance.
L'objectif de l'avis que donne la Section administrative est de « donner au gouvernement le minimum de risque contentieux », c'est-à-dire de repérer toutes les potentielles failles sur lesquelles le décret pourrait être attaqué, une fois en vigueur, auprès de la juridiction administrative. Cette situation doit être évitée par sécurité juridique : les décrets et lois doivent être aussi fiables et conformes au droit que possible. 
Le sociologue observe un débat entre les membres du Conseil d’État sur une situation présentant un trou d'air juridique. Afin de résoudre le problème qui semblait insoluble, le Conseil décide de tordre quelque peu le texte d'un décret afin de supprimer le trou d'air. La solution est insatisfaisante sur le long terme, et le président admet que c'est « une astuce totale », mais que cela permet de se sortir de l'embarras. 
- Quel étrange atelier d'écriture

Le Conseil se réunit en Assemblée générale afin de discuter des textes de lois qui n'ont pas encore été découverts par les ministres. Le commissaire du gouvernement, envoyé par ce dernier, a encore pour mission de faire en sorte que le texte final soit le plus fidèle possible au texte originel. Le rapporteur défend une autre version du texte (dit « texte de la Section », sur une feuille blanche), opposée au texte originel soumis par le gouvernement (dit « texte du gouvernement », sur une feuille rose).
Le commissaire du gouvernement, conscient des enjeux politiques de certaines formulations des textes, essaie de les défendre devant le Conseil. Les membres du Conseil, eux, essaient de rendre le texte convenable, c'est-à-dire juridiquement solide, quitte à proposer la suppression (pour les projets de lois) ou imposer la suppression (pour les décrets) de certains passages. L'Assemblée générale est aussi un moment où les conseillers d’État se testent mutuellement et rivalisent tout en restant courtois, grâce à des formules sibyllines. 
- En montant l'escalier d'honneur

Le sociologue essaie d'imiter les conseillers d’État afin de se mettre à leur place et ainsi mieux les comprendre. Il remarque que les petites manies du Conseil sont connues des conseillers eux-mêmes, qui savent en rire. Il considère que le Conseil représente l'opposition à l'idée d'une transcendance du droit.
- 2. Savoir faire mûrir un dossier
  - Les tribulations d'une cote

Le chercheur s'intéresse à la matérialité des textes de lois et des procédures. Elles passent par des dossiers de couleur. Une requête commence par une lettre simple d'un requérant à un tribunal administratif. Le sociologue en distingue deux grands types : ceux, écrits par l'avocat du requérant, qui contiennent des formules juridiques ; et ceux écrits par les requérants eux-mêmes, parfois maladroitement, et n'hésitant pas à montrer leur pathos.
Les dossiers sont constitués d'un ensemble de pièces, telles que des rapports médicaux dans le cas d'une affaire où un père faisant un recours au sujet de la mort de son fils, qu'il impute à une négligence de la part d'une commune alpine, qui aurait mal géré une station de ski. Des documents officiels d'institutions telles que la gendarmerie ou les pompes funèbres sont aussi utilisés.
- Un fragile pont de textes

Les conseillers travaillent chacun à un bureau en bois où s'entassent des dossiers. Ils doivent aller assez vite pour écouler les stocks, mais pas trop vite afin d'éviter une erreur de droit. Chaque bureau étant proche, les conseillers peuvent se questionner entre eux pour se demander de l'aide. 
Le sociologue remarque que le cœur de l'activité du conseiller est de lier des textes qui font le droit entre eux afin de donner un dénouement à une affaire. Il doit en cela puiser dans les textes applicables aux affaires qu'il traite. 
- L'effeuillage d'un dossier

Le commissaire du gouvernement prend connaissance du dossier une fois qu'il a été constitué. Il rédige ses conclusions et l'inscrit au rôle de l'une des audiences publiques afin que l'affaire soit traitée. 
Si l'affaire est traitée mais ne fait pas date, son dossier est simplement archivé. Certaines affaires, plus rares, sont inscrites dans le Lebon, recueil des décisions importantes du Conseil, qui font jurisprudence, c'est-à-dire, qui créent du droit. Cette jurisprudence servira de guide aux futurs conseillers pour juger les prochaines affaires qui présenteront des cas de figure similaires.  
- 3. Un corps dans un palais
  - « Rendez-vous salle des casiers »

Latour étudie la salle des casiers du Conseil. Le grand meuble en bois qui s'y trouve décrit visuellement la hiérarchie du Conseil. Les jeunes énarques, nouveaux arrivants, sont tout à droite en bas, tandis que les membres les plus éminents de l'institution sont en haut à gauche.
Il faut environ cinquante ans d'activité pour arriver du bas du casier au niveau le plus élevé. Les carrières, au Conseil, sont par nature lentes. Les membres de l'institution ont certes une fonction de juge, mais ils sont par nature des fonctionnaires ; la tradition les rend cependant, au même titre que leurs équivalents de la Cour de cassation, inamovibles. 
- Un corps doucement agité

Le sociologue étudie les mouvements au sein du corps des conseillers d’État. Les modes de recrutement diffèrent, entre le recrutement à la sortie de l'ENA et le tour extérieur. Certains conseillers d’État y siègent toute leur vie professionnelle, tandis que d'autres ont des passages en « météores », rapides et fugaces, comme Jacques Attali. Le Président de la République a un pouvoir de nomination, qu'il exerce pour nommer, notamment, des préfets et des anciens ministres.
- Un métier d'import-export

Latour met en relation les différents métiers exercés par les conseillers avec la richesse d'expérience dans laquelle le Conseil pour puiser. Le fait que certains conseillers aient été des préfets, ou aient travaillé dans des grandes entreprises publiques comme la SNCF, permet une richesse de jugement plus grande. Le chercheur procède à une cartographie des carrières que mènent les conseillers d’État sortis dans la botte et ayant choisi le CE.
- 4. Le passage du droit
  - Un brutal mouvement de terrain

La vie ordinaire du Conseil est parcourue par des micro-tensions. Le sociologue remarque « cet examen permanent que chacun passe devant tous les autres au cours des séances d'instruction et de délibération afin de prouver à ses collègues la qualité de son travail ». Lorsqu'un moyen n'est pas cité, le conseiller peut être interrompu, marque humiliante qui souligne une erreur dans son travail. 
Assistant à une délibération, Latour la compare à un mini-opéra. S'il ne passionne pas les foules (ils sont courants et très feutrés), le chercheur remarque que chacune de ces saynètes présente un héros, une victime (en l'occurrence, le conseiller qui a été coupé), un ou des traîtres, une victoire ou une défaite. 
- Dans le raisonnement juridique, tout compte

Le chercheur remarque que Pierre Bourdieu considérait le droit comme le simple résultat des intérêts et des passions de ceux qui jugent (« une sorte d'emballage des relations de pouvoir », pour reprendre les termes de Latour). Le chercheur note cependant que cette interprétation du droit tel qu'il est rendu empêcherait de comprendre la véritable manière dont les conseillers d’État rendent le droit, bien qu'il admette que certaines affaires, comme celles d'un irakien trafiquant de drogue expulsé par le préfet, ait « révél[é] sans conteste la présence des intérêts sociaux, des sentiments de classe chez les membres qui en discutent posément ». 
- « On touche au cœur de l'État »

Latour s'intéresse à un décret de nomination du président de la République d'un haut fonctionnaire du ministère de l’Économie, chargé de la tutelle d'une banque, à la tête de la banque en question. Le décret est attaqué pour pantouflage. Le débat au Conseil est difficile à trancher. On pourrait croire qu'il ne faudrait qu'appliquer un texte de loi à un cas ; mais, écrit Latour, « le transport de la règle au cas n'obéit pas à un simple automatisme mais à une multitude d’évaluations qui obligent, très vite, à rouvrir la discussion juridique que l’on croyait définitivement fermée ». Le président de sous-section reconnaît que des éléments extrajuridiques entrent en ligne de compte dans les jugements, comme, dans ce cas, l'évolution de la perception du pantouflage en France. 
- « Profitez de cette occasion pour ébranler la jurisprudence ! »

Le sociologue commence par expliquer une différence fondamentale entre les juges judiciaires et les juges administratifs, qui est basée sur leur histoire respective. Les juges judiciaires n'ont pas la capacité de modifier le droit ; l'article 5 du Code civil dispose qu' « il est défendu aux juges de se prononcer par voie de disposition générale et réglementaire sur les causes qui leur sont soumises ». Si le CE est en principe soumis à la même règle, la juridiction administrative a élaboré le droit administratif par jurisprudence, et a créé un corps de doctrine dont le Parlement n'a pas été l'auteur. La théorie des actes détachables, les privilèges du préalable et la théorie du bilan, sont autant de concepts qui ont été découverts par jurisprudence.
Cette jurisprudence peut faire l'objet d'un revirement, c'est-à-dire qu'à l'occasion d'une affaire où une jurisprudence pourrait être utilisée, le Conseil d’État peut décider de changer la jurisprudence. Ces revirements doivent être décidés avec prudence car ils affectent la manière dont des centaines d'affaires futures seront traitées. 
- De minimis et maximis curat praetor

Latour relève que le CE se penche surtout « sur des causes infimes, des requêtes microscopiques », comme des affaires d'invasions de pigeons qui abîment la pelouse d'un riverain. Il en conclut que le travail du juge est de « relier les plus infimes aux plus grandes préoccupations ». Il remarque qu'aussi petites les affaires puissent-elles sembler, un poids est conféré à leur jugement par les visas, c'est-à-dire par le rappel des textes sur lesquels les conseillers se sont basés pour rendre la justice.
Le sociologue finit son chapitre en réfléchissant au tabou qu'il y a à montrer les juges en train de débattre. Selon les institutions, montrer que la justice n'est pas immédiatement décidée serait porter atteinte à la confiance des citoyens envers les juges. Pourtant, lamente Latour, « d’où provient ce défaitisme qui obligerait à croire que si un humain parle c’est forcément qu’il erre pitoyablement dans l’illusion et qu’il faudrait toujours qu’une voix tonitruante sortie de nulle part — voix de la nature, voix de la Loi — vienne lui dicter sa conduite et ses convictions ? Sommes- nous donc  si démunis,  nous  les  pauvres Terriens ? La construction  tâtonnante de vérités indiscutables  par la  discussion des humains m'a toujours paru plus intéressante, plus durable et plus digne ».
- 5. Objet des sciences, objectivité du droit
  - Portrait du Conseil d'État en laboratoire

Le chercheur dresse un portrait d'un laboratoire en neurosciences, qui contraste avec le topos d'observation qu'est le Conseil d’État. Les chercheurs n'ont pas le même hexis corporelle que les conseillers d’État ; ces derniers marchent de manière grave et solennelle, et s'expriment par des propos « fins et onctueux ». Le laboratoire n'exige pas de cravate, et n'est pas empreint de la même solennité.
L'auteur remarque que le Conseil d’État peut supporter un turnover important parce que ses membres sont interchangeables, disposent des mêmes formations, connaissances et compétence, permettant une très bonne division du travail. Alors que la qualité du laboratoire, elle, dépend de l'hétérogénéité des équipements, de leur renouvellement, de la diversité des chercheurs. Le chercheur en conclut que « le Conseil coûte cher en cervelle mais presque rien en matériel autre que le papier et le carton ; le laboratoire coûte très cher en wetware mais plus encore en matériel et en logiciel ». 
Latour souligne que le rapport des chercheurs et des conseillers à leur objet d'étude est très différent. Les chercheurs peuvent montrer de la passion, tandis que les conseillers ne doivent montrer aucune libido sciendi. Le juge se doit de mettre son objet à distance, et la seule personne passionnée au Palais Royal est le requérant.
- Comment produire du détachement

Le chercheur souligne à nouveau l' « hexis de désintéressement » des conseillers. Chaque conseiller doit signifier, par un subtil langage corporel, sa distance avec l'affaire. En plus de cela, les laborantins, comme les conseillers, ont pour objectif d'oublier la matière pour se tourner vers ce dont elle n'est que l'exemplification. 
Le détachement provient également des différences de méthode. La science expérimentale est rétrodictive : elle obtient le fait par rétroaction (reproduire, par le biais d'un protocole). Le droit n'est pas rétrodictif, car cela serait à la fois impossible et inutile. Toutefois, le rapporteur public, lorsqu'il propose un revirement de jurisprudence, peut être assimilé au scientifique qui propose un nouveau paradigme dans sa discipline. 
- La formation de jugement

Le fonctionnement du Conseil est tel qu'il accumule les étapes de jugement afin que l'affaire soit jugée de la manière la plus précise et adéquate possible. Il convient ainsi de rassembler un grand nombre de conseillers, qui connaissent ou ne connaissent pas l'affaire, pour que l'affaire passe entre plusieurs dizaines de mains avant qu'elle ne soit définitivement jugée. Le Conseil fait ainsi l'éloge « de la lenteur, de la précaution, de la dépense, de l’élitisme, de la qualité et du respect tatillon des formes ». Le chercheur écrit : « le sens commun ne saurait produire, avec ses moyens ordinaires, ni cette lenteur dans le jugement, ni cette assurance dans la certitude ; il se prononcerait trop vite, dans l’urgence, sur des impressions trop superficielles ; nous avons un besoin vital de ces institutions lourdes et coûteuses qui obligent à des détours, à l’élaboration complexe d'un vocabulaire ésotérique, à ces procédures exaspérantes de méticulosité, seules ressources dont nous disposions pour échapper tant à l’arbitraire qu’à l’erreur ».
- Références et enchaînements et Une même matrice commune : l'exégèse

La science expérimentale comme le droit se fondent sur la pratique ancestrale de la manipulation des textes. Les juristes doivent ainsi « pondérer des masses de documents hétérogènes en donnant à chacun une valeur de confiance différente ». Leur travail au Conseil d’État est d'exploiter les dossiers de sorte à en retirer les éléments nécessaires au jugement ; mais ils ne s'aventurent pas plus loin que les éléments contenus dans le dossier, ce qui, pour un scientifique expérimental, est impensable. 
- Deux formes distinctes de transmission

L'auteur éclaire la réduction juridique auxquels les juristes se livrent : « elle vise à rapidement stabiliser le monde des faits indiscutables (ce qui signifie simplement qu'aucun mémoire en défense ne les contestera plus) pour rattacher le fait à une règle de droit (en pratique un texte) de façon à produire un jugement (en réalité un arrêt, un texte) ». Il convient donc pour les conseillers de relier les éléments d'un dossier à une définition juridique (par exemple : si le requérant soulève un moyen au sujet d'un feuillet qui aurait été mal rempli, il faut définir ce qu'est un feuillet, et ce qu'est un feuillet rempli).
- Res judicata pro veritate habetur

À moins que le juge soit un juge de première instance, il n'y a rien au-dessus de lui. Il a le dernier mot. Ce qu'ils jugent dispose de l'autorité de la chose jugée. Le scientifique ne dispose jamais du pouvoir de l'autorité de la chose jugée, car tout objet doit être sans cesse remis en question. Lorsque le juge a rendu la justice, sa décision est considérée comme vraie. « Si le tissu des sciences s’étend partout mais peut être partout vide, comme une dentelle, celui du droit doit tout couvrir sans hiatus, sinon sans couture. Deux façons, totalement différentes, de couvrir le monde ».  
- 6. Parler du droit ?
  - Les dangers de l'exotisme

Le chercheur souligne les dangers dans lesquels l'ethnographe et l'anthropologue ne doivent pas tomber, à savoir celui de l'exotisme. Il critique l'occidentalisme, qui est la tendance à apposer sur des réalités étrangères une grille de lecture de notre propre culture. 
- Une curieuse forme d'autonomie

Le chercheur se questionne sur sa légitimité et sa démarche. Il a parlé du Conseil, mais pas de l’État ; l'ethnographe en sait-il assez pour parler du droit en tant que tel ? Il remarque que la maîtrise des mots et des concepts du droit par les juristes rend difficilement pénétrable le Droit : « Pour dire le droit, il lui manquait non seulement quelques mots, non seulement quelques concepts, mais tout, absolument tout : il aurait fallu, pour énoncer juridiquement quelque chose, qu’il fût devenu conseiller d’État ! ». 
Latour réfléchit aux diverses conceptions du droit. Les jusnaturalistes et les positivistes s'affrontent théoriquement, les premiers considérant que le droit découle de droits naturels non écrits qui le précédent, et les positivistes, que le droit ne peut découler que de ce qu'une autorité juridique a produit. Les deux courants s'accordent pour dire qu' « il faut qu'il [le droit] soit toujours déjà né », car « pour une raison qui semble essentielle à sa nature, le droit, pour ses commentateurs, ses légistes, ses philosophes, possède une forme particulière d'autochtonie qui interdit de lui trouver une généalogie ordinaire ». 
Il soutient que dans chaque décision de droit, on trouve une partie de tout le droit, car chaque conflit particulier sur lequel le juge statue est en lien avec tout l'édifice juridique du pays : « par le biais de quelques traductions, une obscure affaire d’expulsion d’étranger, de poubelles, de maire, se trouve reliée, accrochée, attachée à l’ensemble du droit administratif, à la Constitution, aux Principes généraux du droit, à la Convention européenne des droits de l’homme, aussi bien qu’à des édits de François Ier ». 
L'auteur réfléchit ensuite au rapport entre droit et société. Il fustige les sociologues qui considèrent la société comme préexistant au droit, et le droit comme n'étant que l'expression de rapports de force sociaux, ou cachant une violence symbolique. Il explique comment le droit fait la société. 
- Cornu bos capitur, voce ligatur homo

- Bibliographie
- Index raisonné

## Réception
Nicolas Weill du journal Le Monde donne une critique positive de l'ouvrage et remarque que « pour la première fois sont ainsi restitués les échanges de conseillers pourtant attachés au sacro-saint secret des délibérations ».
Le politiste Jérôme Minonzio qualifie l'ouvrage de « tentative réussie d'enrichir la connaissance de l'Administration par la sociologie des sciences », et souligne la qualité de son « analyse des mécanismes intellectuels » qui permettent aux membres du Conseil d’État de rendre la justice. 
Le politiste canadien Ron Levi rend une critique positive du livre, regrettant qu'il n'ait pas été traduit en anglais. 

## Édition
- La Fabrique du droit : une ethnographie du Conseil d'État, Paris, La Découverte, « La Découverte Poche / Sciences humaines et sociales » n°191, octobre 2002.  (ISBN 2-7071-3581-X)